# 関郵便局 (岩手県)
関郵便局（せきゆうびんきょく）は、岩手県久慈市にある郵便局。民営化前の分類では無集配特定郵便局であった。

## 概要
住所：〒028-8713 岩手県久慈市山形町霜畑7-26
かつては集配郵便局であったが、2007年（平成19年）に集配業務を陸中山形郵便局へ移管し無集配郵便局となった。
1998年（平成10年）2月2日に郵便番号が5桁から7桁となった際、本来なら久慈郵便局に028-8799が固有番号として割り振られるところを、本局が従来から有する固有番号が028-87だったために028-8099を割り振られた経緯がある。詳しくは日本の郵便番号#郵便番号設定の例外を参照。

## 沿革
- 1883年（明治16年）4月5日 - 関郵便局（五等）として開設[1]。
- 1899年（明治32年）3月1日 - 貯金取扱を開始。同年12月16日より為替取扱を開始。
- 1977年（昭和52年）10月26日 - 電話交換業務を陸中山形電報電話局に移管[2]。
- 1993年（平成5年）5月1日 - 郵便番号を032-08から028-87に変更[3]。
- 1996年（平成8年）7月8日 - 繋簡易郵便局の一時閉鎖[4]に伴い、取扱事務を承継。
- 2007年（平成19年）3月5日 - 陸中山形郵便局へ集配業務を移管、無集配局となる[5]。
- 2007年（平成19年）10月1日 - 民営化。
- 2012年（平成24年）10月1日 - 日本郵便株式会社発足。

## 取扱内容
- 郵便、印紙、ゆうパック、内容証明
- 貯金、為替、振替、振込、国債
- 生命保険、バイク自賠責保険
- 地方公共団体事務（久慈市入場券の販売）
- ゆうちょ銀行ATM

## 周辺
- 久慈市立霜畑小学校（廃校）
- 久慈市立霜畑中学校（廃校）
- 角掛峠
- 遠別川

## アクセス
- JR八戸線・三陸鉄道リアス線 久慈駅から南西へ約20 km。
- JRバス東北：平庭高原線 陸中山形駅から南東へ約6 km。
- 駐車場あり：3台